# Кубок Премьер-лиги (Англия)
Кубок Премьер-лиги (англ. Premier League Cup) — футбольное соревнование, проводимое среди резервных команд клубов Премьер-лиги, а также Футбольной лиги.

## Описание
Турнир был основан в 2013 году, для повышения конкурентоспособности календаря резервных команд с календарем основной команды и назывался Кубок Премьер-лиги до 21 (англ. U21 Premier League Cup). В сезоне 2016/2017 было изменено название и формат проведения турнира, теперь финал состоит с одного матча, а клубам разрешено заявлять три полевых игрока старше 23-х лет и вратаря, родившегося до 1 января 1998 года (для сезона 2020/2021).

## Формат проведения турнира
По формату проведения схож с форматом проведения Лиги Чемпионов УЕФА.
- Все матчи играются один раз на стадионе хозяев.
- Если по прошествии 90 минут ничья, идет дополнительное время и серия пенальти, если команды все еще сохраняют ничейный счёт.

### Отборочный этап
- Если в соревновании принимают участие более 32 клубов, проводится отборочный этап плей-офф между клубами категорий 3 и 4, чтобы определить, кто присоединится к командам категорий 1 и 2 на групповом этапе.

### Групповой этап
- Идет разделение на восемь групп по четыре клуба, каждая команда будет играть с соперником дома и на выезде. Две лучшие команды с каждой группы проходят в плей-офф.

### Плей-офф
- 1/8 финала, четвертьфинал, полуфинал и финал.

## Победители турнира

### Финалы до 21 года
| Сезон   | Победитель | Счёт | Финалист | Стадион | Примечания |
| ------- | --- | --- | --- | --- | --- |
| 2013/14 | Рединг | 4:3 | Манчестер Сити | Этихад Стэдиум Мадейски Стэдиум                                                                                      | |
| 2014/15 | Саутгемптон | 2:1 | Блэкберн Роверс | Ивуд Парк Сент-Мэрис Стэдиум                                                                                         | |
| 2015/16 | Вест Хэм Юнайтед | 1:1 | Халл Сити | Болейн Граунд Кей Си Стэдиум                                                                                         | «Вест Хэм» выиграл в серии послематчевых пенальти со счётом 5:3                                                      |
| 2016/17 | Суонси Сити | 2:0 | Рединг | Либерти Стэдиум | |
| 2017/18 | Астон Вилла | 0:0 | Суонси Сити | Либерти Стэдиум | «Астон Вилла» выиграла в серии послематчевых пенальти со счётом 4:1                                                  |
| 2018/19 | Эвертон | 1:0 | Ньюкасл Юнайтед | Гудисон Парк | |
| 2019/20 | Розыгрыш турнира в сезоне 2019/20 был остановлен на стадии 1/8 финала в связи с пандемией COVID-19 в Великобритании. | Розыгрыш турнира в сезоне 2019/20 был остановлен на стадии 1/8 финала в связи с пандемией COVID-19 в Великобритании. | Розыгрыш турнира в сезоне 2019/20 был остановлен на стадии 1/8 финала в связи с пандемией COVID-19 в Великобритании. | Розыгрыш турнира в сезоне 2019/20 был остановлен на стадии 1/8 финала в связи с пандемией COVID-19 в Великобритании. | Розыгрыш турнира в сезоне 2019/20 был остановлен на стадии 1/8 финала в связи с пандемией COVID-19 в Великобритании. |
| 2020/21 | Турнир в сезоне 2020/21 не проводился из-за пандемии COVID-19 в Великобритании.                                      | Турнир в сезоне 2020/21 не проводился из-за пандемии COVID-19 в Великобритании.                                      | Турнир в сезоне 2020/21 не проводился из-за пандемии COVID-19 в Великобритании.                                      | Турнир в сезоне 2020/21 не проводился из-за пандемии COVID-19 в Великобритании.                                      | Турнир в сезоне 2020/21 не проводился из-за пандемии COVID-19 в Великобритании.                                      |
| 2021/22 | Вест Бромвич Альбион                                                                                                 | 2:2 | Вулверхэмптон Уондерерс                                                                                              | Хоторнс | «Вест Бромвич» выиграл в серии послематчевых пенальти со счётом 5:4                                                  |
| 2022/23 | Брентфорд | 2:1 | Блэкберн Роверс | Брентфорд Коммьюнити Стэдиум                                                                                         | |
| 2023/24 | Фулхэм | 4:0 | Тоттенхэм Хотспур | Крейвен Коттедж | |
| 2024/25 | Куинз Парк Рейнджерс                                                                                                 | 3:1 | Брентфорд | Лофтус Роуд | |
| 2025/26 | | | | | |

1. 1 2 3  Суммарный счёт по итогам двух матчей

| Команда                 | Победитель | Финалист | Годы побед | Годы финалов     |
| ----------------------- | ---------- | -------- | ---------- | ---------------- |
| Рединг                  | 1          | 1        | 2013/14    | 2016/17          |
| Суонси Сити             | 1          | 1        | 2016/17    | 2017/18          |
| Брентфорд               | 1          | 1        | 2022/23    | 2024/25          |
| Саутгемптон             | 1          | 0        | 2014/15    | —                |
| Вест Хэм Юнайтед        | 1          | 0        | 2015/16    | —                |
| Астон Вилла             | 1          | 0        | 2017/18    | —                |
| Эвертон                 | 1          | 0        | 2018/19    | —                |
| Вест Бромвич Альбион    | 1          | 0        | 2021/22    | —                |
| Фулхэм                  | 1          | 0        | 2023/24    | —                |
| Куинз Парк Рейнджерс    | 1          | 0        | 2024/25    | —                |
| Блэкберн Роверс         | 0          | 2        | —          | 2014/15, 2022/23 |
| Манчестер Сити          | 0          | 1        | —          | 2013/14          |
| Халл Сити               | 0          | 1        | —          | 2015/16          |
| Ньюкасл Юнайтед         | 0          | 1        | —          | 2018/19          |
| Вулверхэмптон Уондерерс | 0          | 1        | —          | 2021/22          |
| Тоттенхэм Хотспур       | 0          | 1        | —          | 2023/24          |

### Финалы до 18 лет
| Сезон   | Победитель                                                                                      | Счёт                                                                                            | Финалист                                                                                        | Стадион                                                                                         |                                                                                                 |
| ------- | ----------------------------------------------------------------------------------------------- | ----------------------------------------------------------------------------------------------- | ----------------------------------------------------------------------------------------------- | ----------------------------------------------------------------------------------------------- | ----------------------------------------------------------------------------------------------- |
| 2017/18 | Челси                                                                                           | 2:0                                                                                             | Тоттенхэм Хотспур                                                                               | Тренировочный центр Кобхэма                                                                     |                                                                                                 |
| 2018/19 | Манчестер Сити                                                                                  | 1:0                                                                                             | Мидлсбро                                                                                        | Риверсайд Стэдиум                                                                               |                                                                                                 |
| 2019/20 | Манчестер Сити                                                                                  | 6:0                                                                                             | Сток Сити                                                                                       | Академи Стэдиум                                                                                 |                                                                                                 |
| 2020/21 | Розыгрыш турнира в сезоне 2020/21 был остановлен в связи с пандемией COVID-19 в Великобритании. | Розыгрыш турнира в сезоне 2020/21 был остановлен в связи с пандемией COVID-19 в Великобритании. | Розыгрыш турнира в сезоне 2020/21 был остановлен в связи с пандемией COVID-19 в Великобритании. | Розыгрыш турнира в сезоне 2020/21 был остановлен в связи с пандемией COVID-19 в Великобритании. | Розыгрыш турнира в сезоне 2020/21 был остановлен в связи с пандемией COVID-19 в Великобритании. |
| 2021/22 | Челси                                                                                           | 2:1                                                                                             | Фулхэм                                                                                          | Крейвен Коттедж                                                                                 |                                                                                                 |
| 2022/23 | Тоттенхэм Хотспур                                                                               | 3:1                                                                                             | Астон Вилла                                                                                     | Вилла Парк                                                                                      |                                                                                                 |
| 2023/24 | Манчестер Юнайтед                                                                               | 2:1                                                                                             | Манчестер Сити                                                                                  | Ли Спортс Виллидж                                                                               |                                                                                                 |
| 2024/25 | Вест Хэм Юнайтед                                                                                | 2:1                                                                                             | Рединг                                                                                          | Селект Кар Лизинг Стэдиум                                                                       |                                                                                                 |
| 2025/26 |                                                                                                 |                                                                                                 |                                                                                                 |                                                                                                 |                                                                                                 |

### Финалы до 17 лет
| Сезон   | Победитель               | Счёт | Финалист                | Стадион                      |
| ------- | ------------------------ | ---- | ----------------------- | ---------------------------- |
| 2020/21 | Брайтон энд Хоув Альбион | 2:0  | Мидлсбро                | Риверсайд Стэдиум            |
| 2021/22 | Манчестер Сити           | 6:0  | Тоттенхэм Хотспур       | Стадион Университета Лафборо |
| 2022/23 | Тоттенхэм Хотспур        | 5:1  | Ноттингем Форест        | Сити Граунд                  |
| 2023/24 | Челси                    | 3:1  | Вулверхэмптон Уондерерс | Молинью Стэдиум              |
| 2024/25 | Тоттенхэм Хотспур        | 5:2  | Чарльтон Атлетик        | Ламекс Стэдиум               |
| 2025/26 |                          |      |                         |                              |

### Финалы до 16 лет
| Сезон   | Победитель                                                                                      | Счёт                                                                                            | Финалист                                                                                        | Стадион                                                                                         |
| ------- | ----------------------------------------------------------------------------------------------- | ----------------------------------------------------------------------------------------------- | ----------------------------------------------------------------------------------------------- | ----------------------------------------------------------------------------------------------- |
| 2017/18 | Манчестер Сити                                                                                  | 2:1                                                                                             | Челси                                                                                           | Тренировочный центр Кобхэма                                                                     |
| 2018/19 | Челси                                                                                           | 5:2                                                                                             | Арсенал                                                                                         | Медоу Парк                                                                                      |
| 2019/20 | Розыгрыш турнира в сезоне 2019/20 был остановлен в связи с пандемией COVID-19 в Великобритании. | Розыгрыш турнира в сезоне 2019/20 был остановлен в связи с пандемией COVID-19 в Великобритании. | Розыгрыш турнира в сезоне 2019/20 был остановлен в связи с пандемией COVID-19 в Великобритании. | Розыгрыш турнира в сезоне 2019/20 был остановлен в связи с пандемией COVID-19 в Великобритании. |
| 2023/24 | Лестер Сити                                                                                     | 2:1                                                                                             | Манчестер Сити                                                                                  | Кинг Пауэр Стэдиум                                                                              |
| 2024/25 | Арсенал                                                                                         | 3:1                                                                                             | Челси                                                                                           | Кингсмедоу                                                                                      |
| 2025/26 |                                                                                                 |                                                                                                 |                                                                                                 |                                                                                                 |

## Рекорды
- Наибольшее количество зрителей:
  - 12356 человек Саутгемптон – Блэкберн Роверс, Финал. Первый матч, 20 апреля 2015
- Самая крупная победа:
  - 7–0 Брайтон энд Хоув Альбион – Ноттингем Форест, Групповой этап, 1 октября 2016
- Самый крупный счёт:
  - 10 голов Норвич Сити 5–5 Фулхэм, 1/8 финала, 17 марта 2017